# Peachia hastata
Peachia hastata is een zeeanemonensoort uit de familie Haloclavidae.
Peachia hastata is voor het eerst wetenschappelijk beschreven door Gosse in 1855.